# Parnoy-en-Bassigny
Parnoy-en-Bassigny – miejscowość i gmina we Francji, w regionie Grand Est, w departamencie Górna Marna. Miejscowość powstała z połączenia dawnych miejscowości Parnot i Fresnoy-en-Bassigny.
W Parnoy-en-Bassigny znajduje się opactwo Morimond.
Według danych na rok 1990 gminę zamieszkiwało 338 osób, a gęstość zaludnienia wynosiła 8 osób/km².

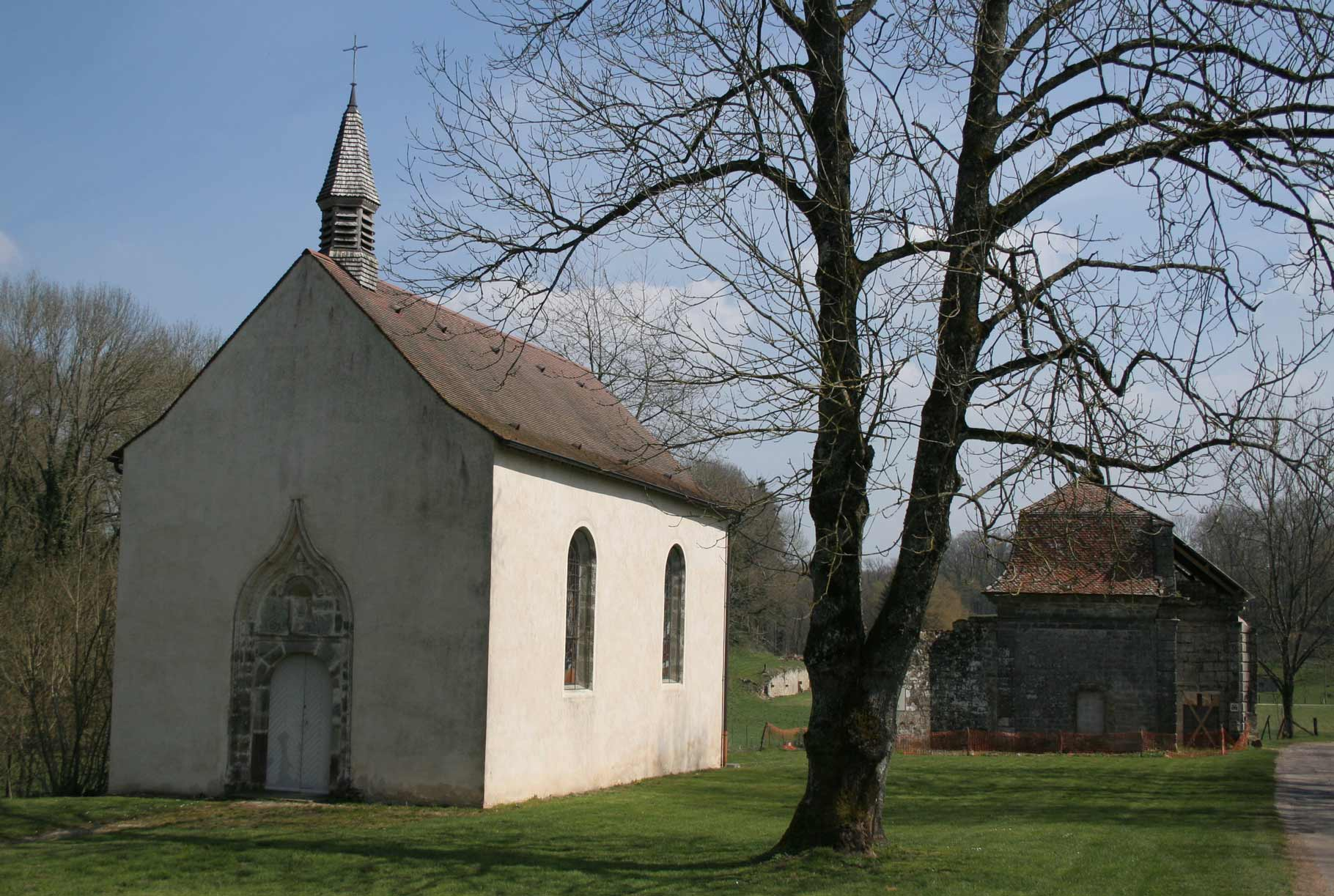
Kaplica w opactwie Morimond, 2008